# Chibong yusŏl
 (signalé en mai 2025).
Si vous disposez d'ouvrages ou d'articles de référence ou si vous connaissez des sites web de qualité traitant du thème abordé ici, merci de compléter l'article en donnant les références utiles à sa vérifiabilité et en les liant à la section « Notes et références ».
- Archive Wikiwix
- Bing
- Cairn
- DuckDuckGo
- E. Universalis
- Gallica
- Google
- G. Books
- G. News
- G. Scholar
- Persée
- Qwant
- (zh) Baidu
- (ru) Yandex
- (wd) trouver des œuvres sur Wikidata

Le Chibong yusŏl (hangeul : 지봉유설 ; hanja : 芝峰類說) est une encyclopédie coréenne en 20 volumes publiée par Yi Su-gwang en 1614. L'encyclopédie est nommée Jibong, le nom de plume de Yi Su-kwang. L'auteur tire ses connaissances de son expérience à la cour des Ming en Chine, où il rencontre des émissaires venus d'Occident, de Thaïlande, ou encore d'Okinawa.